# Nesocerus tetanus
Nesocerus tetanus är en insektsart som beskrevs av Freytag och Knight 1966. Nesocerus tetanus ingår i släktet Nesocerus och familjen dvärgstritar. Inga underarter finns listade i Catalogue of Life.